# 戶越
戶越（日语：／ Togoshi */?）是東京都品川區的地名。現行行政地名為戶越一丁目至戶越六丁目。2013年8月1日為止的人口有16,488人。郵遞區號142-0041。

## 地理
位於品川區中部。北鄰西五反田、大崎，以百反通為界。東部與南部鄰豐町。東部接西品川。西鄰平塚、東中延，以第二京濱為界。26號線通（東京都道420號鮫洲大山線）通過町內。
戶越一丁目與戶越二丁目之間為戶越銀座商店街。第二京濱沿線高層建築林立，其他地區以住宅為主。

## 歷史
地名最早可見於永祿2年（1559年）的小田原眾所領役帳。江戶時代前讀作「とごえ」。寛政5年（1793年），廻船問屋的山路勝孝開始種植孟宗竹，成為村內名產。
1889年（明治22年）實施町村制，為平塚村的大字。關東大地震後，由銀座的瓦礫填埋而成的戶越銀座開幕。1932年（昭和7年）為荏原區戶越町。1941年（昭和16年）分為西戶越、東戶越、平塚、荏原、小山台，1965年（昭和40年）東戶越全域與西戶越、東中延、西品川一部分合併為戶越一～六丁目。

### 地名由來
此地為江戶外（江戶越え）的村，後取「江戶越え」的「戶越」二字作為地名。
也有一說是「戶」不是指「江戶」，而是谷地（谷戶）的略稱。

## 交通
町域西部的第二京濱下有都營淺草線戶越站。南部有東急大井町線戶越公園站。也可利用西方的東急池上線戶越銀座站，西南方的東急池上線荏原中延站，南方的東急大井町線中延站。

## 設施
- 品川區立戶越台中學校
- 品川區立宮前小學校
- 品川區立大原小學校
- 戶越八幡神社
- 行慶寺
- 南東京有線電視本社
- 平塚機工本社
- 日本Office Depot本社
- JASTEC戶越分室

## 備註
1. ↑  .   [2013年8月7日]. （原始内容存档于2014年2月23日）.

## 外部連結
- 戶越銀座商店街網站 （页面存档备份，存于）